# Stenaphorura quadrispina
Stenaphorura quadrispina är en urinsektsart som beskrevs av Börner 1901. Stenaphorura quadrispina ingår i släktet Stenaphorura, och familjen blekhoppstjärtar. Arten är reproducerande i Sverige.